# Nagyboldogasszony-bazilika (Székesfehérvár)
A székesfehérvári Nagyboldogasszony-bazilika (vagy Szűz Mária-bazilika, királyi bazilika, koronázóbazilika, főbazilika) a középkori Magyar Királyság legnagyobb és legfontosabb temploma volt, melyet I. István király kezdett el építtetni nem sokkal az államalapítás után. A királyi adományok okán rendkívül gazdaggá vált bazilika az évszázadok során folyamatosan épült, majd a török hódoltság alatti ostromok során, valamint a hódoltságot követően, a 18. században elpusztult, így ma már csak a romjai láthatók.

## Jelentősége
Orseolo Pétertől IV. Béla kivételével (őt egy másik fehérvári bazilikában kenték föl) egészen I. Ferdinándig minden magyar uralkodót e falak között koronáztak királlyá, emellett pedig tizenöt uralkodónk végső nyughelyéül is választotta a templomot. 1083-ban István király és Imre herceg maradványait szentté avatásukkor kiemelték a sírokból, és belőlük ereklyéket képeztek. Területe ma Magyarország hivatalos nemzeti emlékhelyeinek egyike Középkori Romkert – Nemzeti Emlékhely néven.
A székesfehérvári Szűz Mária prépostság sok tekintetben egyedülálló volt. Szent István királynak a Szentföldre vezető zarándokút mellett épített magánegyháza a középkori Magyarország király- és királyné-koronázásainak, királyi esküvőknek, temetkezéseknek a helyszíne lett. Itt őrizték évszázadokon át a koronát és a koronázási jelvényeket, valamint a fontos iratokat. Számos sorsfordító eseménynek, törvénykezési gyűlésnek, országnagyok tanácskozásának helyszínéül szolgált e hely.

## Építéstörténet
Első királyunk, Szent István kezdte építtetni Nagy Károly példáját követve, az aacheni bazilika mintájára Szűz Mária tiszteletére a székesfehérvári bazilikát a XI. század elején, végső nyughelyéül.
A XI. században elkészülte után a maga 60×30 m-es alapterületével és kb. 30 m-es belmagasságával a korabeli Európa egyik legnagyobb bazilikája volt. Királyi bazilika volt, csakúgy mint az aacheni dóm, prépostság működött mellette. Koronázási templom volt, itt helyezték el az uralkodói trónust, itt őrizték a királyi kincseket, ereklyekincseket és a koronaékszereket. Szent István csakúgy a saját maga alapította bazilikát választotta temetkezőhelyéül, ahogy Nagy Károly.

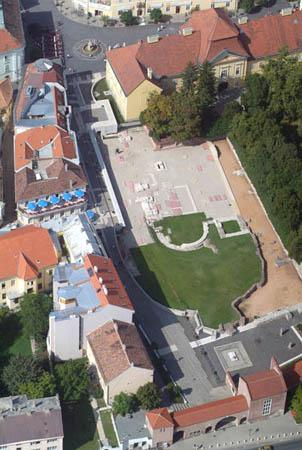
Légi felvétel a Romkertről

Szent István korabeli bazilikája háromhajós, és legalább két tornyos volt. Déli oldalához később kerengő is csatlakozott.
Az épület évszázadokat átívelő rendkívüli jelentősége arra vezethető vissza, hogy a templom falai között – pontosabban a templom közepén – nyugodhatott az 1083-ban szentté avatott István király (†1038). Szarkofágja ma is látható az ő tiszteletére felépített mauzóleumban. Fiát, az ugyancsak akkor szentté avatott Imre herceget (†1031) már előbb eltemették. Feltételezett kriptáját a déli hajó második és harmadik pillére között tárták fel.
A Szent István után trónra lépő királyokat IV. Béla kivételével (ő egy másik székesfehérvári bazilikában koronáztatta meg magát) egészen I. Ferdinándig itt kenték királlyá és Istvánhoz hasonlóan sokuk (szám szerint 14) ide is temetkezett.

## Átalakítások

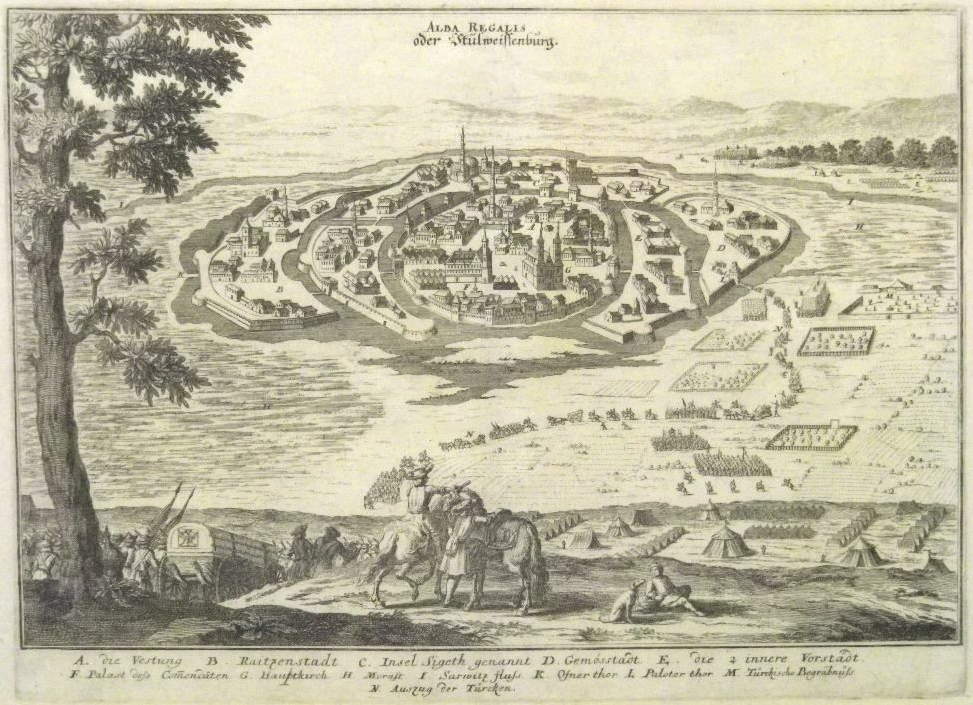
A törökök 1601-ben kivonulnak Fehérvárról,
ám egy év múlva újra visszafoglalták a várost

1327-ben Károly Róbert király, mivel a templomba kívánt temetkezni, részben beboltoztatta főhajót.
1426-ban az itáliai származású Ozorai Pipó gótikus stílusban újjáépítette a bazilika délnyugati (Városháztér felőli) tornyát. Így a templom eddigi szimmetria-egyensúlya megbomlott, mivel ez a torony jóval magasabb volt, mint a homlokzat másik északnyugati tornya. Becslések szerint 65–70 m magas lehetett az úgynevezett Pipó-torony. Az építkezés nem kevés pénzébe került Ozorai Pipónak, akinek sírja valószínűleg az általa építtetett torony alatt volt. A legtehetősebbek a XIV. századtól egyre gyakrabban temetkeztek a temetkezhettek a templomon belül. A módosabb polgárok pedig a kerengő, vagy templom körüli temetőbe. 

Az utolsó jelentősebb építkezés Hunyadi Mátyás idejében zajlott, aki lebontatta a korábbi keleti szentélyt és a mögötte húzódó városfalat is, majd feltöltette a területet és kelet felé egy új 30 m hosszú kápolnakoszorús szentélyt épített a Hunyadi család sírkápolnájául. Később a városfalat is visszaépítették. Az úgynevezett Mátyás-sírkápolna lehetett a bazilika legszebb része, mely a francia gótikus katedrálisok, például a párizsi Notre-Dame szentélyéhez lehetett hasonló. A bővítések után a templom teljes hossza már meghaladta a 100 métert.

## Pusztulása

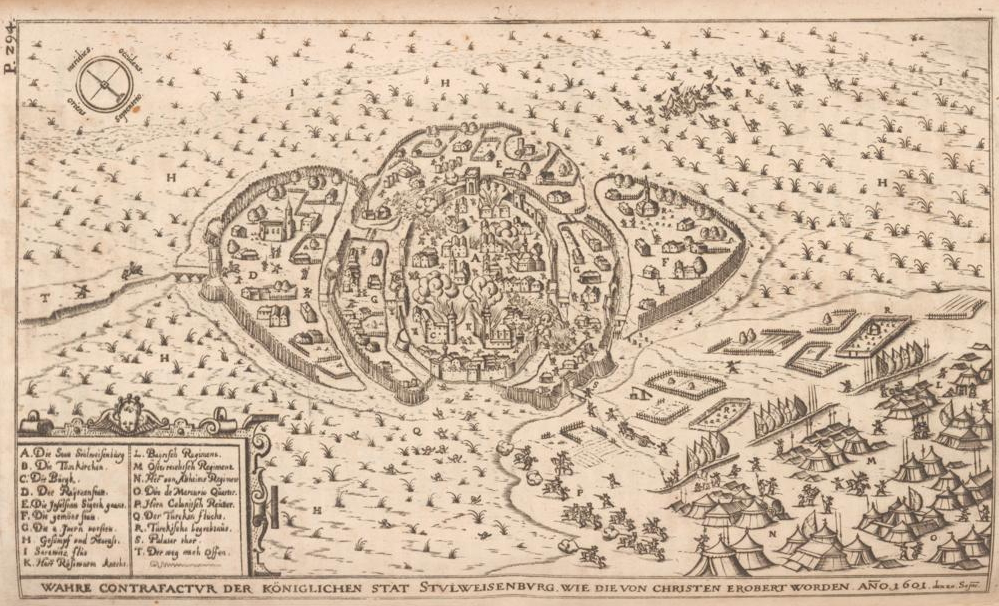
Johan Sibmacher: Székesfehérvár keresztes ostroma 1601-ben

Székesfehérvár 1543-ban török kézre került, a török várkapitány a királysírokat már ekkor kifosztotta. A koronázó bazilika pusztulása az 1601-es sikeres keresztény visszafoglaláskor kezdődött, ugyanis a törökök lőporraktárnak használták a Pipó-tornyot, s miután nem tudták megtartani a várost, nehogy a győzteseké legyen a lőpor, inkább felrobbantották. A hatalmas robbanásban összeomlott a Pipó-torony, továbbá leégett az egész templom. Az ostrom után nem állították helyre, köveiből javították ki a megsérült városfalakat. A keresztény seregek feltörték a bazilikában még sértetlen királysírokat.
1602-ben a törökök visszafoglalták a várost, ők is kőbányának használták a templomot. A templom északi oldalkápolnái használható állapotban maradtak, ezeket csak a XVIII. század végén, a püspöki palota építésekor bontották el.
A XIX. század elejére az egykori királyi bazilika összes földfelszín feletti maradványa eltűnt. Az ezt követően megkezdődött ásatások már csak a felszín alatt tudtak alapfalakat feltárni, ebből azonban a templom pontos külalakjára már nem lehet következtetni.
Csupán egyetlen királysír maradt sértetlen a bazilikában. Ma III. Béla néven tiszteljük azt a királyt, akit feleségével, Châtillon Annával 1848-ban találtak meg a templom déli oldalhajójában csatornaásás közben. Az azonosítás során felmerült, hogy a sírban talált csontok esetleg Könyves Kálmánnak és hitvesének, Hauteville-i Felíciának a maradványai. 2019-ben azonban a Magyarságkutató Intézet archeogenetikai vizsgálatokkal és radiokarbon kormeghatározással, valamint csonttani vizsgálatokkal megállapították, hogy a csontok egyértelműen III. Béla királyhoz tartoznak.
A bizonyítékok között szerepelt az archeogenetikai vizsgálatokkal kimutatott génkészlet egyedisége, valamint az, hogy Könyves Kálmán halála előtt a csontokon is nyomot hagyó fülgyulladásban szenvedett, ami a megtalált csontokról hiányzik. A sírja mellett megtalálható másik sírboltban talált csontokat pedig II. Vak Béla csontvázaként azonosították.

## Koronázások
| - 1001 I. (Szent) István - 1038 (Velencei) Péter - 1041 Sámuel - 1046 I. (Fehér) András - 1057 Salamon - 1060 I. (Bajnok) Béla - 1063 Salamon - 1075 I. Géza - 1077 I. (Szent) László - 1095 (Könyves) Kálmán - 1102 II. István - 1116 II. István - 1131 II. (Vak) Béla - 1141 II. Géza - 1162 III. István - 1162 II. László | - 1163 IV. István - 1173 III. (Nagy) Béla - 1194 Imre - 1204 III. László - 1205 II. (Jeruzsálemi) András - 1214 IV. Béla - 1246 V. István - 1270 V. István - 1272 IV. (Kun) László - 1290 III. (Velencei) András - 1301 (Cseh) Vencel - 1305 (Bajor) Ottó - 1310 I. Károly (Róbert) - 1342 I. (Nagy) Lajos - 1382 Mária - 1385 II. (Kis) Károly | - 1387 Zsigmond - 1405 Cillei Borbála - 1438 Albert - 1438 Luxemburgi Erzsébet királyné - 1440 V. (Utószülött) László - 1440 I. (Várnai) Ulászló - 1464 I. Mátyás - 1476 Aragóniai Beatrix királyné - 1490 II. Ulászló - 1502 Candale-i Anna királyné - 1508 II. Lajos - 1521 Habsburg Mária királyné (1505–1558) - 1526 I. János - 1527 I. Ferdinánd - 1527 Jagelló Anna királyné - 1539 Jagelló Izabella királyné |

## Jelentősebb temetkezések
| - 1038: I. (Szent) István - 1116: (Könyves) Kálmán - 1141: II. (Vak) Béla - 1162: II. Géza - 1163: II. László - 1165: IV. István - 1196: III. (Nagy) Béla - 1205: III. László | - 1342: I. Károly (Róbert) - 1382: I. (Nagy) Lajos - 1439: Albert - 1490: I. Mátyás - 1516: II. Ulászló - 1526: II. Lajos - 1540: I. János | - 1031: Szent Imre herceg - 1110 körül: Hauteville-i Felícia királyné - 1137: Álmos herceg - 1184: Châtillon Anna királyné - 1426: Ozorai Pipó - 1442: Luxemburgi Erzsébet királyné - 1516: Candale-i Anna királyné |

## Galéria

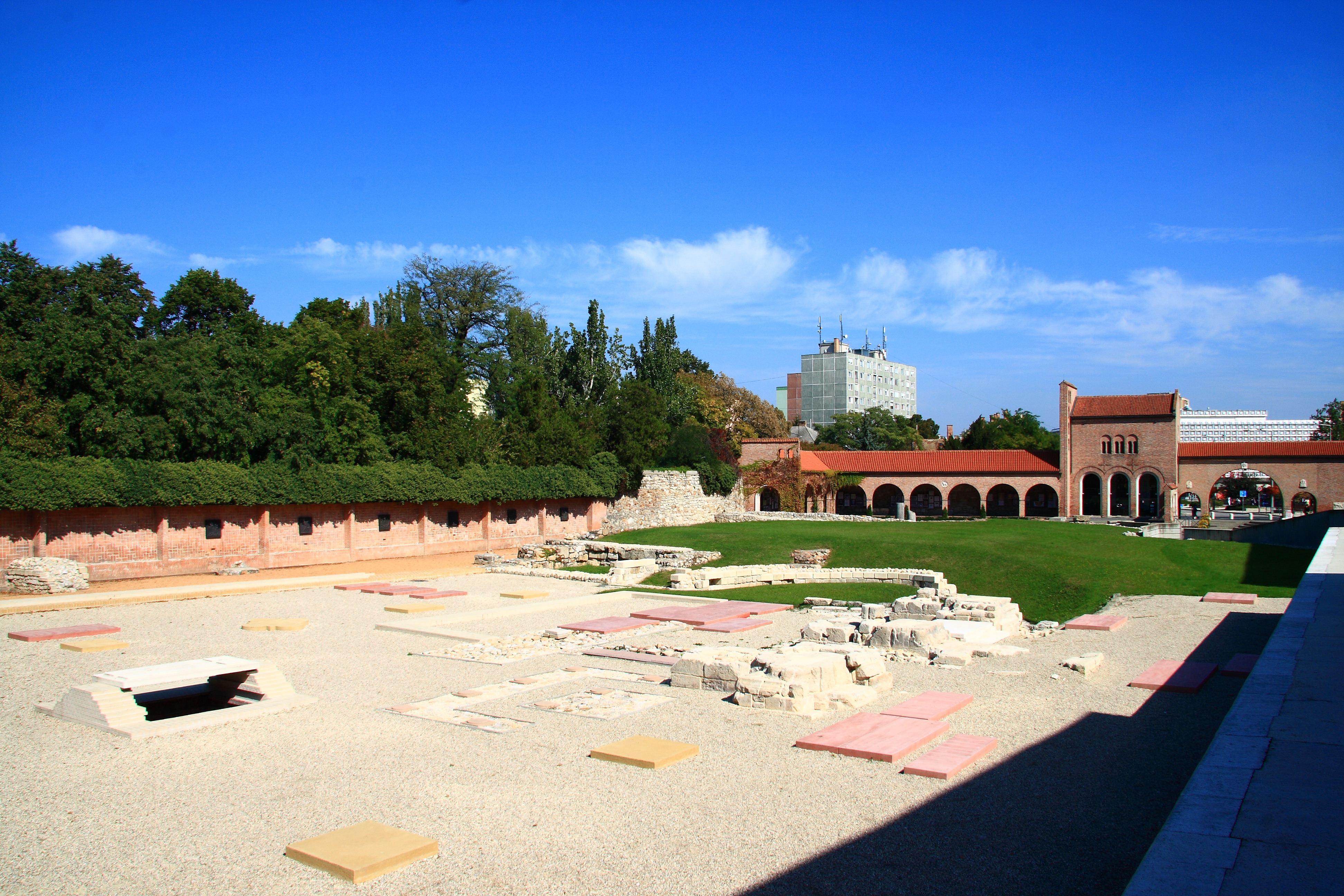
A romkert panorámája
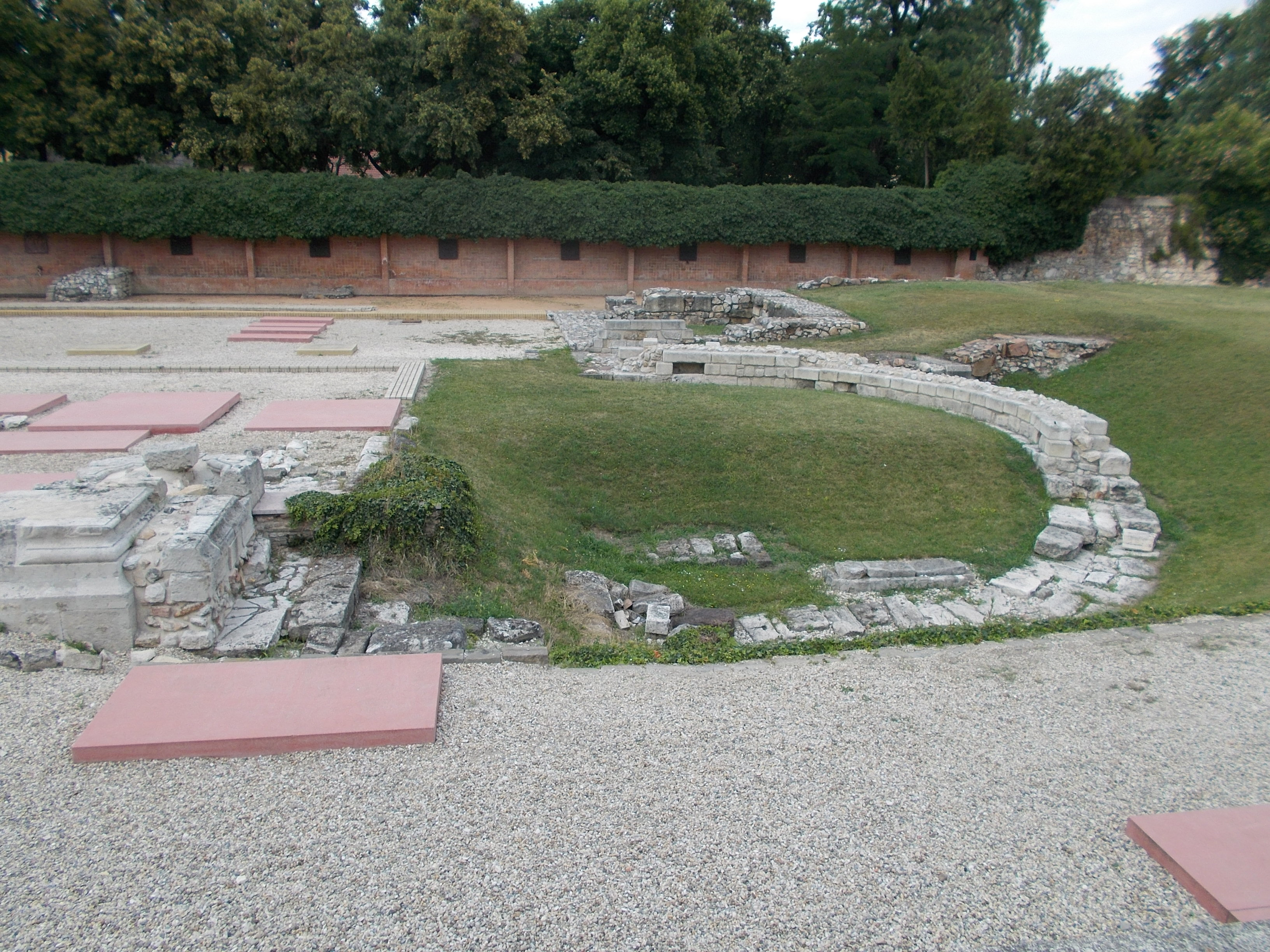
A templom I. István-korabeli apszisa
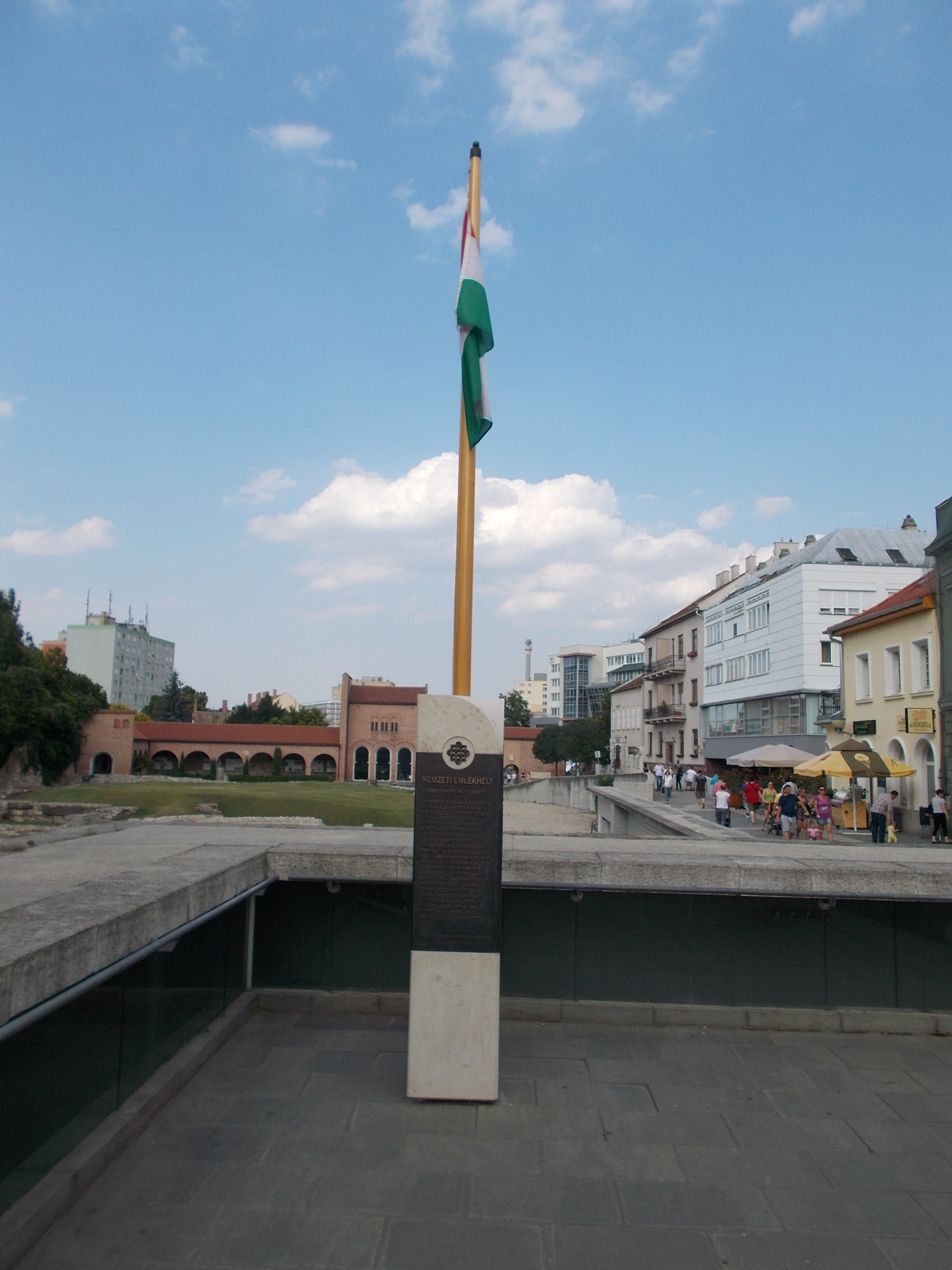
A nemzeti emlékhelyet jelző oszlop
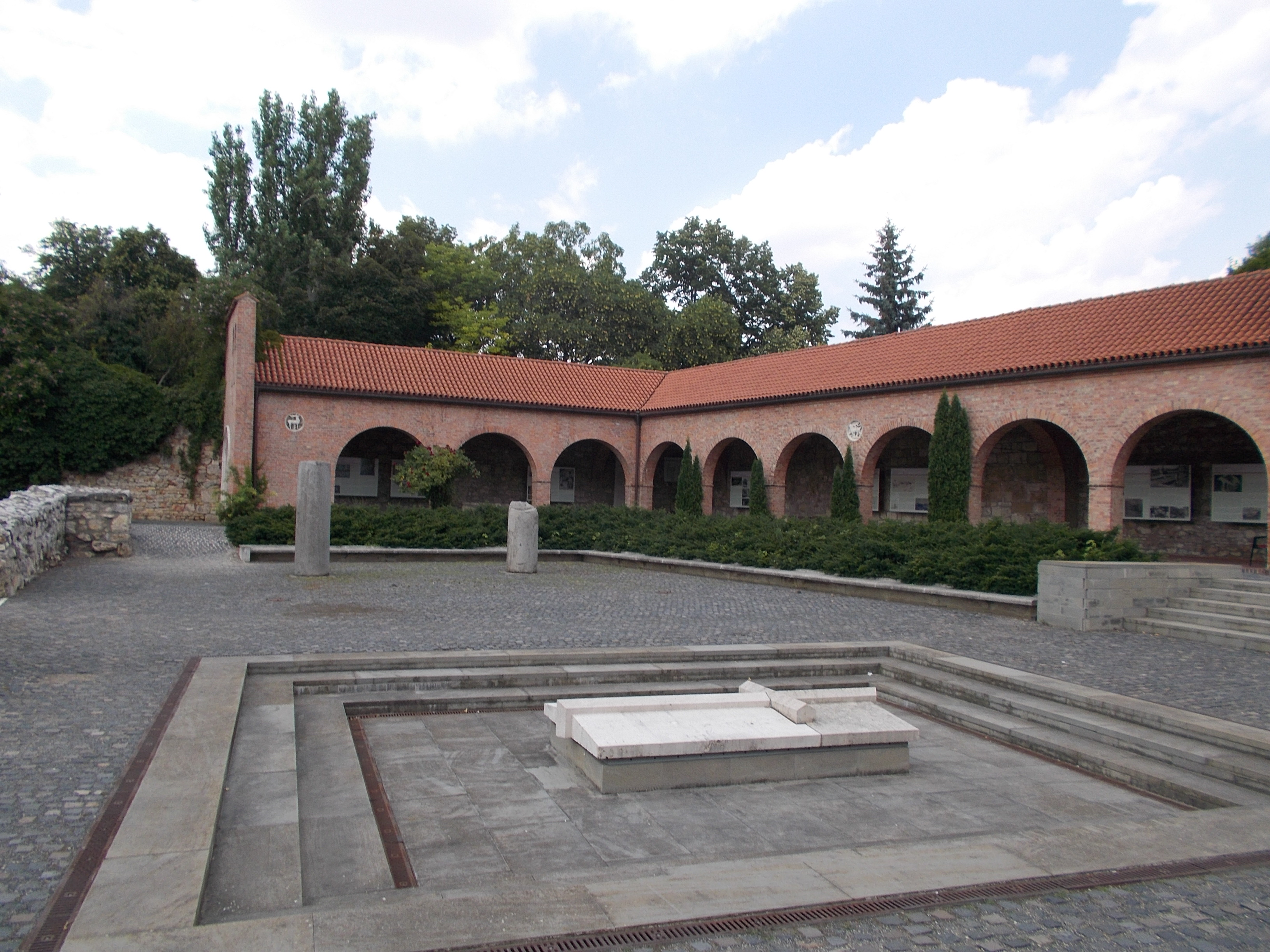
Az osszárium lejárata
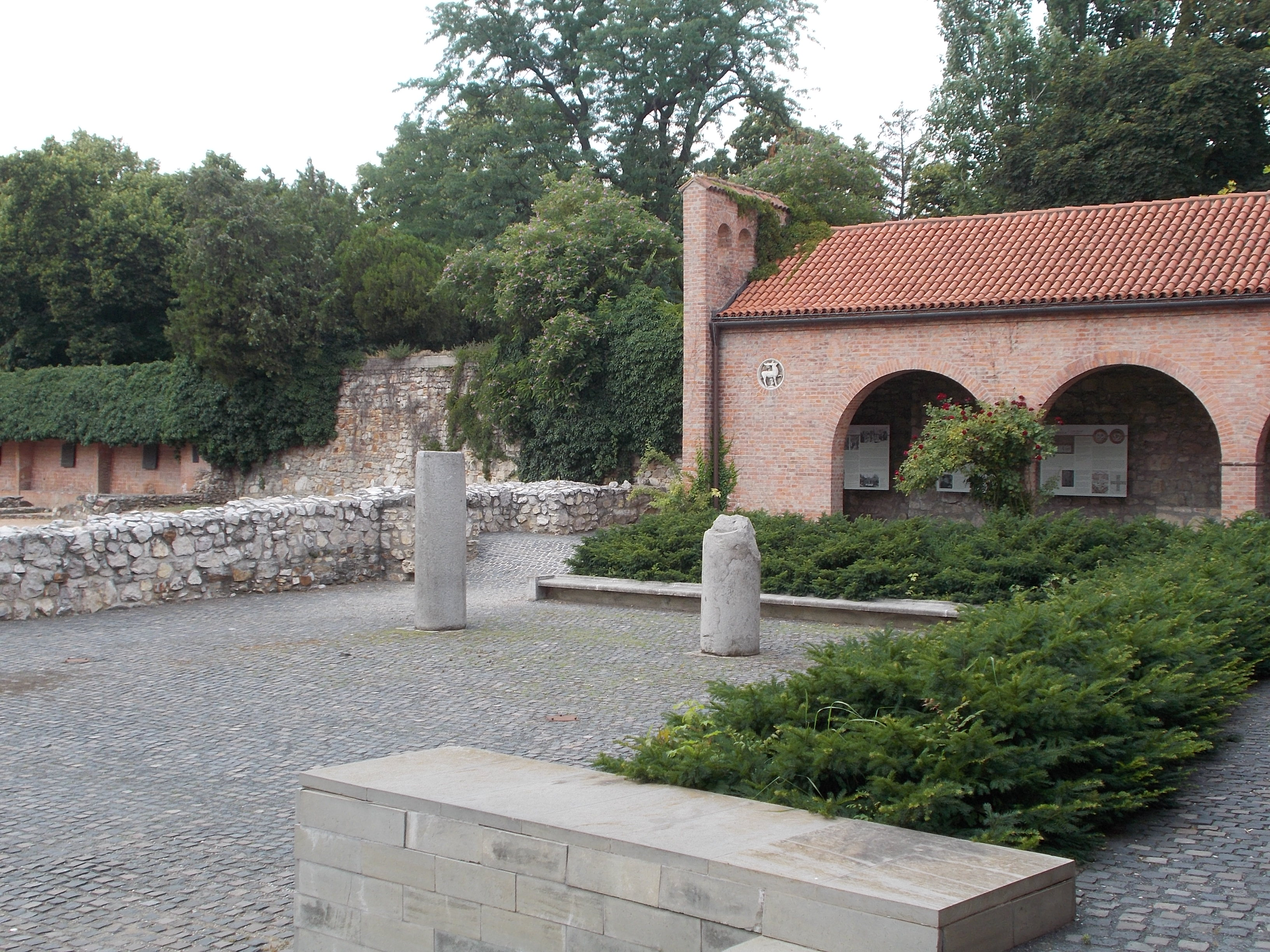
A mauzóleum és a romkert közötti rész